# Ramponato
Ramponato è un termine utilizzato in araldica per indicare la linea di contorno fatta a Tau o Croce di Sant'Antonio oppure a rampone; piedritto con piccola traversa.

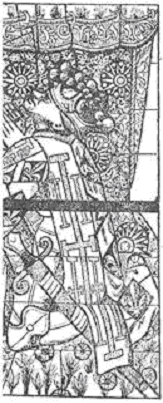
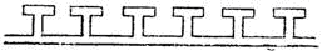